# Junya Sano
Junya Sano (佐野淳哉?, Sano Junya; Shizuoka, 9 gennaio 1982) è un ciclista su strada giapponese che corre per il team Matrix Powertag. Attivo dal 2005 in formazioni UCI, nel 2014 si è laureato campione nazionale in linea.

## Carriera
Ciclista dotato di doti da cronoman, è stato per tre volte secondo classificato ai campionati nazionali di specialità nella categoria Elite (2011, 2012 e 2014). Ha inoltre partecipato, sia nella stessa prova che in quella in linea, con buoni risultati, anche ai Campionati asiatici, nell'edizione indonesiana del 2009 a Tenggarong ed in quella thailandese del 2015 a Nakhon Ratchasima. 
Ha conseguito diversi piazzamenti nelle classifica generali di brevi corse a tappe, soprattutto del calendario continentale asiatico, fra cui si ricordano i podi nel Tour de Hokkaido, Vuelta Ciclista a León e Tour de Okinawa nel 2010, Tour de Taïwan, ed ancora, Tour de Okinawa nel 2011 e Tour de la Guadalupe nel 2012. 
I risultati più importanti della sua carriera sono tuttavia il terzo posto alla Japan Cup 2011, quando venne battuto, nella volata finale a ranghi ristretti, dall'australiano Nathan Haas e dal connazionale Taiji Nishitani e, soprattutto, la vittoria del campionato nazionale in linea del 2014. 

## Palmarès
- 2010 (Team Nippo, una vittoria)

2ª tappa Tour de Kumano (Kumano > Kumano)
- 2011 (D'Angelo&Antenucci-Nippo, una vittoria)

3ª tappa Tour de Hokkaido (Shimukappu > Ebetsu)
- 2014 (Nasu Blasen, una vittoria)

Campionati giapponesi, Prova in linea
- 2017 (Matrix Powertag, una vittoria)

Tour de Okinawa
- 2018 (Matrix Powertag, una vittoria)

3ª tappa Tour de Kumano (Taiji Hanto > Taiji Hanto)

### Altri successi
- 2009

Wajima Road Race
- 2015 (Nasu Blasen)

Tokyo Test Time Trial (cronometro)
- 2016 (Matrix Powertag)

JBCF Time Trial Nanki Shirahama (cronosquadre)